# 村田義弘
村田 義弘（むらた よしひろ、1947年2月21日 - ）は、日本の元ラグビー選手。

## プロフィール
- 茨城県出身。
- 現役時代のポジションは、フランカー(FL)及びナンバーエイト(No.8)。
- 日本代表キャップは11。

## 来歴
専修大学松戸高校を経て、中央大学に進む。卒業後、リコーに入社。
1971年のイングランド戦が日本代表初キャップ試合。以後通算11キャップを獲得。そして日本代表選手として、通算7トライを挙げた。
またリコー在籍時代には、『和製オールブラックス』という愛称を持つ強豪チームの一員として、日本選手権及び全国社会人大会で中心的選手として活躍し、それぞれの優勝に貢献。
引退後は、宿沢広朗監督時代の日本代表フォワードコーチ、中央大学ラグビー部監督などを歴任。